# Johann Schmid (Theologe)

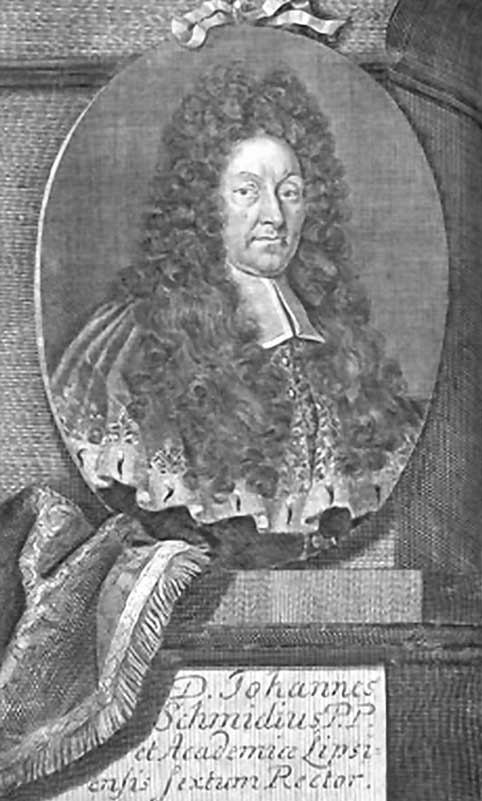
Johann Schmid

Johann Schmid (* 19. August 1649 in Breslau; † 31. Mai 1731 in Leipzig) war ein deutscher Rhetoriker und lutherischer Theologe.

## Leben
Der Sohn des Breslauer Bürgers und Tuchmachers Johann Schmid und dessen Frau Eva (geb. Roth) hatte bereits in frühster Jugend eine gute Auffassungsgabe bewiesen, so dass man ihn für einen akademischen Werdegang vorsah. Nachdem er das Elisabethgymnasium seiner Vaterstadt besucht hatte, erhielt er ein achtjähriges Stipendium seiner Heimatstadt und studierte ab dem 25. Juni 1669 an der Universität Leipzig.
Wie zur damaligen Zeit üblich, absolvierte er zunächst das philosophische Grundstudium bei Jakob Thomasius, Otto Mencke, Joachim Feller, Adam Rechenberg, Johannes Cyprian und Valentin Alberti. Von Johann Benedict Carpzov II. und Johannes Olearius hatte er die hebräische und die orientalischen Sprachen gelernt. Am 20. November 1669 erwarb er das Baccalaureat der Philosophie, besserte seine finanziellen Verhältnisse als Privatlehrer auf und erwarb am 26. Januar 1670 den akademischen Grad eines Magisters.
1671 habilitierte er sich an der philosophischen Fakultät, wendete sich einem Studium der Theologie zu, wobei er die Vorlesungen von Hieronymus Kromayer, Georg Möbius, Friedrich Rappolt und Johann Adam Schertzer besuchte. Nachdem er in verschiedene theologische Kollegien aufgenommen worden war, ernannte ihn 1683 die philosophische Fakultät zum Assessor und er wurde 1684 zum Professor der Rhetorik berufen, welche Tätigkeit er am 23. Januar 1685 antrat. Noch 1685 erwarb er das Lizentiat der Theologie und promovierte 1699 zum Doktor der Theologie. 1697 wurde er Ephorus der kurfürstlichen Stipendiaten und am 25. Juni 1700 außerordentlicher Professor an der theologischen Fakultät der Leipziger Hochschule.
1711 war er Decemvir der Akademie, 1713 wurde er Bücherkommissar, 1716 Assessor am Leipziger Konsistorium, 1723 Senior der polnischen Nation und der gesamten Leipziger Universität. Zudem hatte er sich auch an den organisatorischen Aufgaben beteiligt, war neunmal Dekan der philosophischen Fakultät, viermal Prokanzler und war in den Wintersemestern 1688, 1694, 1698, 1704, 1710, 1714, 1720 und 1728 Rektor der Alma Mater.
Schmid ist ein typischer Vertreter der lutherischen Orthodoxie, der sich jedoch aus den theologischen Streitigkeiten seiner Zeit weitgehend herausgehalten hatte. Von seinen zahlreichen Schriften (vgl. Zedler und Jöcher) hatte das Oratorium Practium die meiste Aufmerksamkeit in der damaligen gelehrten Welt erlangt. Zudem gab er Scherzers Collegium anticalvinianum heraus und behandelte dieses in seinen Vorlesungen.
1685 hatte sich Schmid mit Anne Salome († 1. November 1729), der Tochter des Leipziger Rats- und Bauherrn Christoph Georg Schütze, verheiratet. Aus dieser Ehe sind die Kinder Anna Elisabeth († jung) und Johann Valentin Schmid bekannt.